# Доротея Сибилла Бранденбургская
Доротея Сибилла Бранденбургская (нем. Dorothea Sibylle von Brandenburg; 19 октября 1590 год, Берлин — 9 марта 1625 год, Бжег) — бранденбургская принцесса, в замужестве герцогиня Бжегская.

## Биография
Доротея Сибилла — дочь курфюрста Иоганна Георга Бранденбургского и его третьей супруги Елизаветы Ангальтской, дочери князя Иоахима Эрнста Ангальтского. После смерти отца воспитывалась в материнском владении Кроссен.
12 декабря 1610 года в Берлине Доротея Сибилла вышла замуж за герцога Иоганна Кристиана Бжегского (1591—1639). Герцогиня Доротея Сибилла считалась общительной и набожной женщиной и в значительной степени повлияла на решение мужа перейти в реформатство.

## Потомки
- Георг III (1611—1664), герцог Бжегский, женат на Софии Екатерине Мюнстерберг-Эльсской (1601—1659), затем на Елизавете Марии Каролине Пфальц-Зиммернской (1638—1664)
- Иоахим (1612—1613)
- Генрих (1614)
- Эрнст (1614)
- Анна Елизавета (1615—1616)
- Людвиг IV (1616—1663), герцог Легницкий, женат на Анне Софии Мекленбург-Гюстровской (1628—1666), дочери герцога Иоганна Альбрехта II Мекленбургского
- Рудольф (1617—1633)
- Кристиан (1618—1672), герцог Бжегский, женат на Луизе Ангальт-Дессауской (1631—1680)
- Август (1619—1620)
- Сибилла Маргарита (1620—1657), замужем за графом Герхардом Дёнгофом
- Доротея (1622)
- Агнесса (1622)
- София Магдалена (1624—1660), замужем за герцогом Карлом Фридрихом I Мюнстерберг-Эльсским (1593—1647)